# Gabrio Rosa
Gabrio Rosa (ur. 15 października 1954 roku w Bergamo) – włoski kierowca wyścigowy.

## Kariera
Rosa rozpoczął karierę w wyścigach samochodowych w 1996 roku od startów w wyścigu 6 Hours of Vallelunga, w którym odniósł zwycięstwo. W późniejszych latach Włoch pojawiał się także w stawce IMSA World Sports Car Championship, United States Road Racing Championship, International Sports Racing Series, Grand American Sports Car Series, American Le Mans Series, 24-godzinnego wyścigu Le Mans, FIA GT Championship, Le Mans Endurance Series, Le Mans Series, Grand American Rolex Series oraz International GT Open.